# Nodaria terminalis
Nodaria terminalis là một loài bướm đêm trong họ Noctuidae.